# Campionato francese di rugby a 15 1910-1911
Il Campionato francese di rugby a 15 1910-1911 fu vinto dallo Stade bordelais  che sconfisse lo SCUF in finale.
Lo Stade bordelais vinse tutti i match (23) della stagione.

## Contesto
Il torneo delle Cinque Nazioni 1911 fu vinto dal Galles, la Francia fu quarta grazie alla vittoria contro la Scozia.

## Semifinali
| Parigi 19 marzo 1911 | Bordeaux | 26 – 0 | FC Lyon | Parc des Princes |

| Tarbes 19 marzo 1911 | Tarbes | 5 – 9 | SC Universitaire |  |

## Finale
| Arbitro: | Paul Meyer |

| |            | |
| mete: F.Perrens, Ihingoué Anouilh, Duffau c.p.: M.Boyau | Marcatori  | |
| Robert Monier Jean-René Pascarel Jean-Jacques de Beyssac René Canton Marcel Laffitte André Perrens Maurice Leuvielle Maurice Boyau Jean Anouilh Fernand Perrens Maurice Bruneau Emile Strohl Daniel Ihingoué Julien Duffau Henri Martin | Formazioni | Louis Pichereau Emile Giffo J.Thévenot Henri Vezani Charles Vallot Henri Moure Jules Cadenat Albert-Victor Eutrope R.Berthet Henri Vives Dominique Etchegaray Rémi Laffitte Charles du Souich Henri Houblain Maurice Auguste |

## Fonti
La Vie Sportive, 1911